# Zambie aux Jeux olympiques d'été de 2008
La Zambie participe aux Jeux olympiques d'été de 2008 à Pékin.

## Athlètes engagés

### Athlétisme

#### Hommes
| Epreuve      | Athlète       | Séries       | Séries | Quarts de finale | Quarts de finale | Demi-finales | Demi-finales | Finale   | Finale |
| Epreuve      | Athlète       | Résultat     | Rang   | Résultat         | Rang             | Résultat     | Rang         | Résultat | Rang   |
| ------------ | ------------- | ------------ | ------ | ---------------- | ---------------- | ------------ | ------------ | -------- | ------ |
| 5 000 mètres | Tonny Wamulwa | 14 min 06.96 | 10e    | -                | -                | -            | -            | -        | -      |

#### Femmes
| Épreuve    | Athlète         | Séries   | Séries | Quarts de finale | Quarts de finale | Demi-finales | Demi-finales | Finale   | Finale |
| Épreuve    | Athlète         | Résultat | Rang   | Résultat         | Rang             | Résultat     | Rang         | Résultat | Rang   |
| ---------- | --------------- | -------- | ------ | ---------------- | ---------------- | ------------ | ------------ | -------- | ------ |
| 400 mètres | Racheal Nachula | 51.67    | 3e Q   | NC               | NC               | 52.67        | 8e           | -        | -      |

### Badminton

#### Hommes
[modifier | modifier le code]
| Épreuve | Athlète    | 32éme de Finale | 16éme de Finale                     | Huitième de Finale | Quarts de finale | Demi-finales | Finale/ 3e place |
| Épreuve | Athlète    | Résultats       | Résultat                            | Résultat           | Résultat         | Résultat     | Résultat         |
| ------- | ---------- | --------------- | ----------------------------------- | ------------------ | ---------------- | ------------ | ---------------- |
| Simple  | Eli Mambwe | NC              | Kehlhoffner 1-2 (21/19-20/22-15/21) | -                  | -                | -            | -                |

### Boxe
| Athlète           | Catégorie                  | 16e de finale             | 8e de finale        | Quart de finale     | Demi-finale         | Finale              |
| Athlète           | Catégorie                  | Adversaire Résultat       | Adversaire Résultat | Adversaire Résultat | Adversaire Résultat | Adversaire Résultat |
| ----------------- | -------------------------- | ------------------------- | ------------------- | ------------------- | ------------------- | ------------------- |
| Cassius Chiyanika | Poids mouches (-51Kg)      | Picardi Défaite 3-10      | -                   | -                   | -                   | -                   |
| Hastings Bwalya   | Poids super-légers (-64Kg) | Munkh-Erdene Défaite 8-12 | -                   | -                   | -                   | -                   |
| Precious Makina   | Poids welters (-69Kg)      | Silamu Défaite 4-21       | -                   | -                   | -                   | -                   |